# Saint-Remy (Haute-Saône)
Saint-Remy település Franciaországban, Haute-Saône megyében. Lakosainak száma 439 fő (2022. január 1.). Saint-Remy Anchenoncourt-et-Chazel, Bourguignon-lès-Conflans, Cubry-lès-Faverney, Dampierre-lès-Conflans, Menoux, Polaincourt-et-Clairefontaine és Senoncourt községekkel határos.

## Népesség
A település népessége az elmúlt években az alábbi módon változott:
| Lakosok száma | 601  | 563  | 575  | 571  | 528  | 485  | 442  | 441  | 439  |
|               | 2013 | 2015 | 2016 | 2017 | 2018 | 2019 | 2020 | 2021 | 2022 |